# Cruz Alta (Brasil)

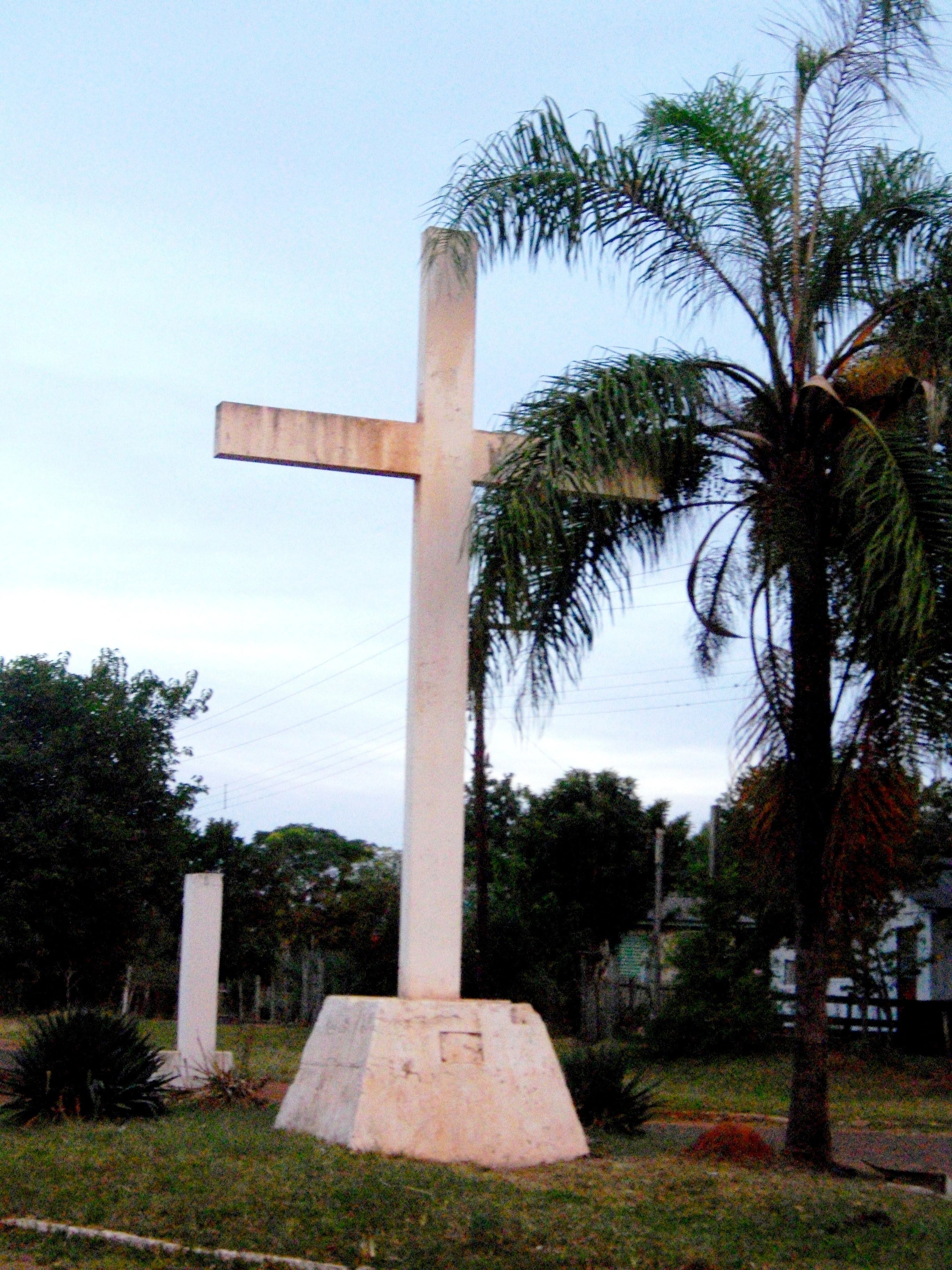
Creu de la fundació al·lusiva al nom de la ciutat

Cruz Alta és un municipi de l'estat de Rio Grande do Sul, al Brasil, fundat el 18 d'agost de 1821. La població és el capital de la Diòcesi Catòlica Romana de Cruz Alta.
És el lloc de naixement del periodista i escriptor Érico Veríssimo i del polític Júlio Prates de Castilhos.
El municipi es coneix per haver fet créixer un gran nombre d'altres municipalitats com ara Ijuí, Santa Maria, Passo Fundo, Santo Angelo i tants d'altres que inicialment formaren part d'ell, esdevenint així reconegut com «la Mare nord-occidental».
El municipi pertany a la Mesoregió Nord-oest Riograndense i a la Microregió Cruz Alta. Està situat a una latitud de 28º 38' 19" sud i una longitud 53º 36' 23" oest, amb una altitud mitjana de 452 metres sobre el nivell del mar. L'accés a la ciutat és per la carretera BR-158 a través de l'eix nord-sud; la BR-377 a l'est, i també per la RS-342 a l'oest.
La situació de la ciutat té un paper estratègic important, sent considerada un punt d'enllaç amb la carretera i ferrocarril a la part central del nord de l'estat, amb una presència d'un port sec al nord-est de la ciutat.